# 영덕로
영덕로(Yeongdeok-ro)는 경상북도 영덕군 영덕읍 남산리 남산 교차로와 병곡면 거무역 교차로를 잇는 경상북도의 도로이다.

## 역사
- 1979년 1월 31일 : 포항 ~ 삼척간 국도포장공사 완공과 함께 개통[1]

## 주요 경유지
경상북도
- 영덕군 (영덕읍 · 축산면 · 영해면 · 병곡면)

## 노선
| 이름                            | 접속 노선                                 | 소재지 | 소재지 | 비고                  |
| ------------------------------- | ----------------------------------------- | ------ | ------ | --------------------- |
| 남산 교차로                     | 국도 제7호선 (동해대로)                   | 영덕군 | 영덕읍 | 기점                  |
| 영덕대교                        |                                           | 영덕군 | 영덕읍 |                       |
| (이름 없음)                     | 강영로 우곡길                             | 영덕군 | 영덕읍 |                       |
| 영덕여자중학교 영덕여자고등학교 |                                           | 영덕군 | 영덕읍 |                       |
| (이름 없음)                     | 국도 제34호선 (군청길)                    | 영덕군 | 영덕읍 | 국도 제34호선 구간    |
| 청련교                          | 국도 제34호선 (경동로) 강변길             | 영덕군 | 영덕읍 | 국도 제34호선 구간    |
| 화수 교차로                     | 국도 제7호선 (동해대로) 영축로            | 영덕군 | 영덕읍 |                       |
| 매정 교차로                     | 국도 제7호선 (동해대로) 매정길            | 영덕군 | 영덕읍 |                       |
| 자부터고개                      |                                           | 영덕군 | 영덕읍 |                       |
|                                 | 축산면                                    | 영덕군 |        |                       |
| 축산 교차로                     | 국도 제7호선 (동해대로)                   | 영덕군 |        |                       |
| 도곡교                          |                                           | 영덕군 |        |                       |
| 도곡삼거리                      | 국가지원지방도 제20호선 (축산로)          | 영덕군 |        |                       |
| 성내 교차로                     | 국도 제7호선 (동해대로)                   | 영덕군 |        |                       |
| 영덕아산병원                    |                                           | 영덕군 | 영해면 |                       |
| 성내 교차로                     | 지방도 제918호선 (예주묵은길) 예주시장2길 | 영덕군 | 영해면 |                       |
| 연평교                          |                                           | 영덕군 | 영해면 |                       |
| 송천교                          |                                           | 영덕군 | 영해면 | 교량 유실로 통행 불가 |
| 송천교                          | 병곡면                                    | 영덕군 |        | 교량 유실로 통행 불가 |
| 각리천1교 거무역교              |                                           | 영덕군 |        |                       |
| 거무역 교차로                   | 국도 제7호선 (동해대로) 내륙순환길        | 영덕군 | 종점   |                       |